# アインベック

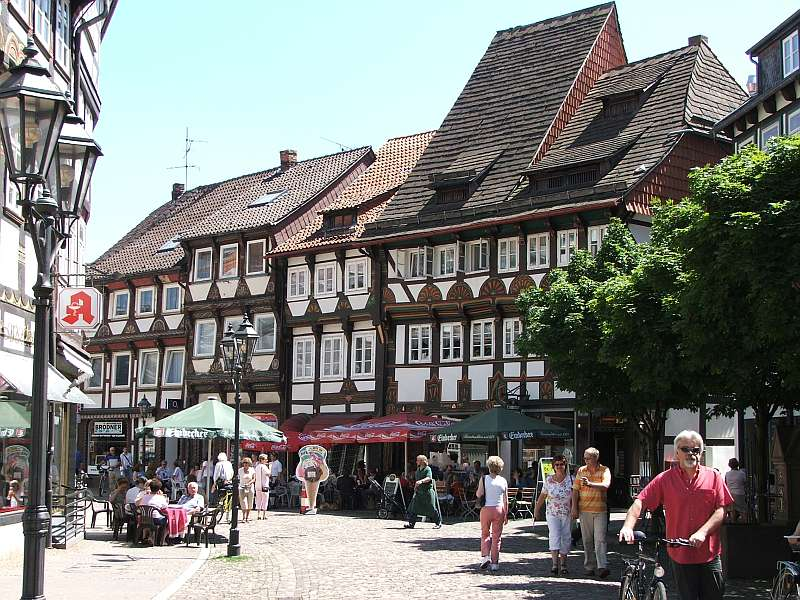
木組み建築が建ち並ぶアインベックのマルクト広場

アインベック (ドイツ語: Einbeck, ドイツ語発音: [ˈa͜inbɛk]) は、ドイツ連邦共和国ニーダーザクセン州南部のノルトハイム郡に属す都市である。この地域の中級中心都市となっているかつてのハンザ都市である。
アインベックは、面積においてはニーダーザクセン南部最大、人口においてはノルトハイム郡最大の都市である。中心市街の景観は、150棟以上の中世後期の木組み建築によって特徴付けられる。アインベックは、数世紀にもおよぶビール醸造の伝統から「ビールの街」として知られている。ボック（ビール）というビールのスタイル名はこの都市の名前に由来すると言われている。

## 地理

### 位置
アインベックは、フーベ山（フックスヘーレンベルク 346.2 m）のすぐ南にあたるアインベック＝マルクオルデンドルファー盆地に位置している。最寄りの大都市は、南のゲッティンゲン（約 30 km）、北のヒルデスハイム（約 35 km）である。市境の東約 20 km からハルツ山地が始まり、西約 15 km にゾリングが、南西約 5 km にアールスブルクの山並みがある。
アインベックの名前は、街中を流れるイルメ川北岸の支流クルンメス・ヴァッサーという小川に由来する（低中ドイツ語で小川はベーケ）。イルメ川は中核市区の南部を流れ、アルテンドルファー・ベルクを通ってさらに数 km 東側で南から流れてきたライネ川と合流する。

### 気候
| 1961年から1990年までのアインベックの月別平均気温と降水量 \| \| 1月 \| 2月 \| 3月 \| 4月 \| 5月 \| 6月 \| 7月 \| 8月 \| 9月 \| 10月 \| 11月 \| 12月 \| \| \| \| 気温（℃） \| -0.1 \| 0.6 \| 3.8 \| 8.1 \| 12.7 \| 16.0 \| 17.4 \| 17.0 \| 13.9 \| 9.5 \| 4.8 \| 1.5 \| 平均 \| 8.8 \| \| 降水量 (mm) \| 52.6 \| 36.4 \| 45.2 \| 51.3 \| 64.6 \| 76.7 \| 64.5 \| 60.9 \| 44.6 \| 40.6 \| 49.4 \| 57.3 \| 計 \| 644.1 \| |      |      |      |      |      |      |      |      |      |      |      |      |      |       |
| | 1月  | 2月  | 3月  | 4月  | 5月  | 6月  | 7月  | 8月  | 9月  | 10月 | 11月 | 12月 |      |       |
| 気温（℃） | -0.1 | 0.6  | 3.8  | 8.1  | 12.7 | 16.0 | 17.4 | 17.0 | 13.9 | 9.5  | 4.8  | 1.5  | 平均 | 8.8   |
| 降水量 (mm) | 52.6 | 36.4 | 45.2 | 51.3 | 64.6 | 76.7 | 64.5 | 60.9 | 44.6 | 40.6 | 49.4 | 57.3 | 計   | 644.1 |

### 地区
面積が非常に広い本市の住民約　32,000人のうち、中核市区に住むのは約 15,000人で、残りは46の地区に分散している。
| - アールスハウゼン＝ジーファースハウゼン - アンダースハウゼン - アーヴェンツハウゼン - バルツハウゼン - ベンティーローデ - ボイルスハウゼン - ビラーベック - ブルーフホーフ - ブルンゼン - ビュンゼン - ダッセンゼン - デリヒゼン - ドリューバー | - エーデミッセン - エルツハウゼン - ガルレプゼン - グレーネ - ハイースハウゼン - ハレンゼン - ホルテンゼン - ホルタースハウゼン - フラーゼン - イーバー - インメンゼン - イッペンゼン - コーンゼン | - クライエンゼン - クーヴェンタール - ネンゼン - ネーゲンボルン - オーダクゼン - オルクスハイム - オッパーハウゼン - オルクスハウゼン - レンガースハウゼン - リッティーローデ - ローテンキルヒェン - ザルツダーヘルデン - シュトロットハーゲン | - シュトロイト - ジュールベック - ヴァーダイルゼン - フォーゲルベック - フォルダクゼン - フォルクゼン - ヴェンツェン |

## 歴史

### 中世
アインベック村が形成された頃、ライネ川の谷のイルメ川沿いには中世初期からすでに多くの集落が形成されていた。1158年1月1日にフリードリヒ・バルバロッサは、… in loco qui Einbike vocatur … （Einbikeと呼ばれる場所で）と文書に記しており、11世紀に荘園に組み込まれたことを記録している。カトレンブルク伯ウードはクルンメ・ヴァッサー川沿いに荘園を領していた。後に彼の子孫によって聖アレクサンドリ修道院が創設され、重要な巡礼地となった。対岸の交通の便がよい場所に市場教会を持つ市場の集落が形成された。 1252年に市参事会についての言及が見られることから都市権を有していたことが判るが、1279年に領主ハインリヒ・ミラビリスによって、より広範な都市権が授けられた。この間にアインベックは地理上も拡大した。市場と修道院の間の川沿いの湿地が埋め立てられ、人が住むようになった。市場の集落と修道院を取り囲んで堀と市壁が1264年に設けられた。聖ヤコービ市場教会と聖アレクサンドリ修道院教会は壁の中に包含された。旧市街市場を持つ旧市街に建っていた両教会が新市場によって結ばれたことは1389年の史料に示されている、また、聖マリア教区教会を持つ新市街については1318年に言及されている。
この街は、領主グルーベンハーゲン公の下で重要な街に成長していった。周辺の古く、衰退した村の多くの住民がこの街に流入した。オルデンドルフやティーデクセンはこれにより廃村となった。1351年にアインベックのビールが初めて輸出された。このビールは、ビールの醸造資格を持つ市民の家（現在も門の前の大きな醸造釜で知られている）で醸造された。その組織や商品化は市役所によって共同で行われた。住民の約 2/3 がビールの醸造あるいは販売に携わっていた。アインベックは1368年にハンザ同盟に加盟した。これによりアインベックのビールの販売地域は大きく拡大し、アントウェルペンからリガまで、ストックホルムからミュンヘンにまで至った。14世紀から15世紀に、マリア＝マグダレーネン女子修道院、アウグスチナー＝エレミテン修道院、クラリス修道院が受け容れられ、水車用水路が造られ、国境防塞が設けられた。 1500年ころ約30 haの市域内に5500人を超える市民が居住していたが、この頃のアインベックは北ドイツ最大の都市の一つであり、この頃がアインベックの黄金期であった。15世紀・16世紀ドイツのハンザ都市を放浪し、雇われた先でいたずらをして回るティル・オイレンシュピーゲルは、ある時ヒルデスハイムの豪商に料理人として雇われるが、その商人の地下藏に、アインベック産のビール樽を見つけている。この逸話を伝える民衆本『ティル・オイレンシュピーゲルの愉快ないたずら』の別の話、88話では、「ある時、やんごとなきブラウンシュヴァイクの諸侯がアインベックの町で、他国の諸侯、騎士、下僕を招いて競走と馬上槍試合の大会を催した」（藤代幸一訳）と語り出している。
1200年以後と1400年頃、アインベックには、2つのハンセン病隔離治療施設があったことが証明されている。古い方の病院は旧市街の門前にあった。ハンセン病隔離治療病院は、養老院と貧救院に改変された。病院は聖バルトロメウスと聖ゲオルクに捧げられている。新しい方の病院の場所は明らかでない。

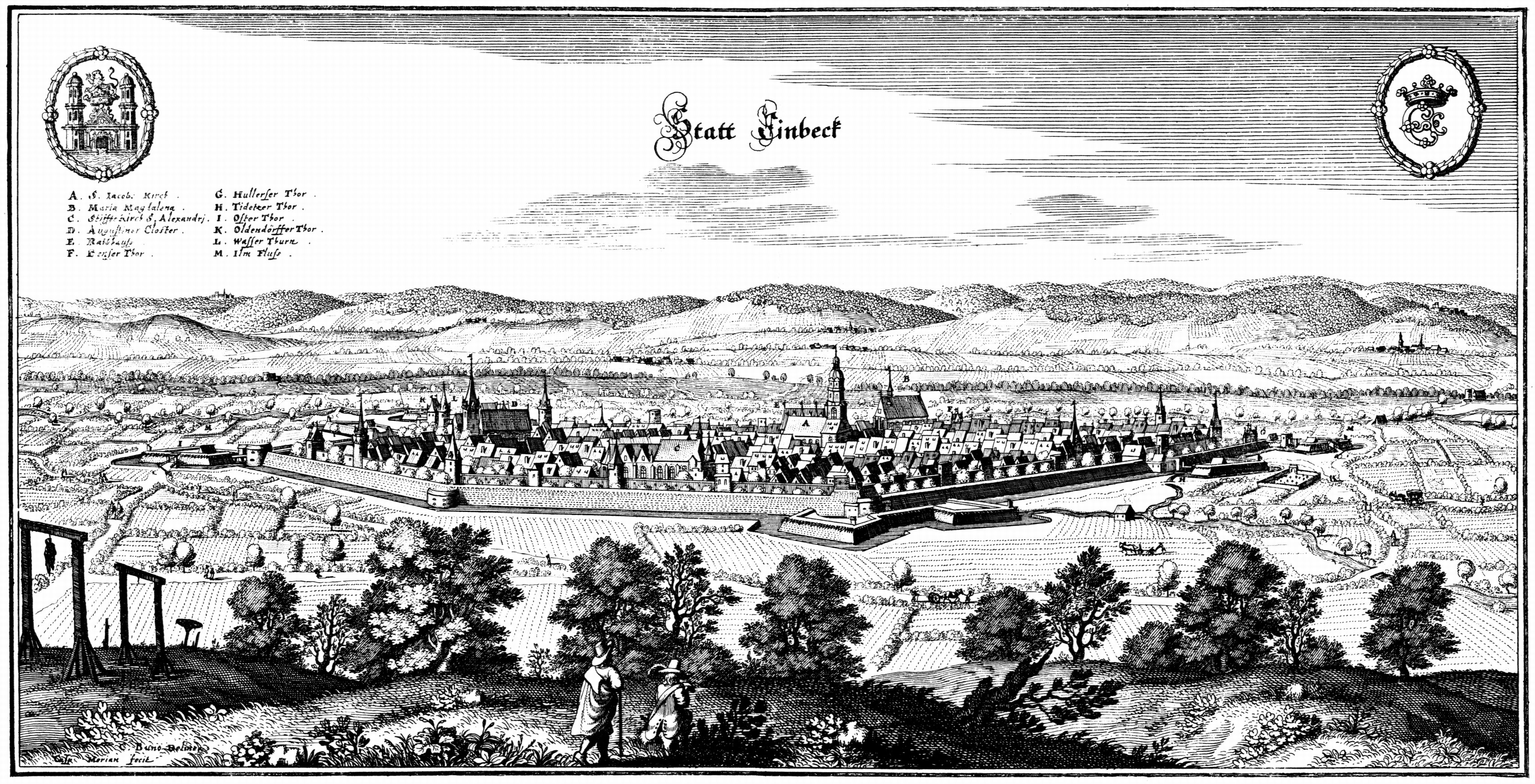
1654年のマテウス・メーリアンの銅版画に描かれたアインベック

### 近世
1540年、アインベックは火災により、ほぼ完全に焼失した。この火災は放火によるものであったが、この頃進行中であった宗教改革に反対したものであったかどうかは明らかでない。それまでに手に入れてきた富により急速な再興がなされた。また、シュマルカルデン同盟に参加することは経費の嵩むことであった。1549年、市の南半分にあたる 580軒が焼失した。「アインベック市参事会」は、1577年のルター派和協信条に、1580年に署名した。1597年、ペストが流行し、多くの犠牲者が出た。三十年戦争では、アインベック市は1632年と1641年に占領され、数百軒が破壊された。また、七年戦争では、都市防衛施設が爆破された。近隣のローテンキルヒェンが役所の所在地となるまでに発展する一方、領主は衰退したアインベック市の政治的独立性を宣言することに成功した。アインベックは、歩兵部隊の兵舎を受け容れた。この部隊は後にハノーファーの部隊を形成することとなった。その後、経済的発展は再び上向いた。1807年から1813年までアインベックはアインベック地区の下級行政官所在地となった。新市街の教会周辺の街区が1826年に焼失した。その後、この場所にアインベック区裁判所が建設された。プロイセンの兵舎は1869年に建設された。この建物は、現在は新市庁舎となっている。アインベックは、1879年にイルメ鉄道によって鉄道網と接続した。アインベックは1885年に新設されたアインベック郡の行政機関所在地となった。1890年からアウグスト・シュトゥーケンブロークス自転車会社がドイツ最大の百貨店となったが、1931年の世界恐慌によって倒産した。駐屯していた連帯が1896年にこの街から撤退した。1871年に設立された技術大学が旧兵舎に入居し、1907年まで存続した。
1938年11月のユダヤ人排斥運動（水晶の夜）によってムーア様式のシナゴーグが焼失した。先代の木組み建築のシナゴーグは保存され、転用された。1945年、後の市事務総長カイムは、防衛クライス XI の兵員補充監査局の指示がないまま独断で、本市をアメリカ軍に明け渡した。これにより本市は大部分が無傷で残された。
1946年、旧ドイツ東部領土、特にシュレジエンから追放されてアインベック市やアインベック郡に新たな故郷を築いた人々によってアインベックの人口は倍増した。その結果、都市建築の拡張が必要となった。住宅地が主に東部地域に建設され、産業地域は主に南部地域に建設された。KWS社を含む多くの重要な企業がここに立地した。1971年に 4つの村が合併した。次いで1974年にアインベック郡が廃止され、旧アインベック郡、ガンダースハイム郡、ノルトハイム郡の 27町村がさらに合併した。アインベック市は、中規模中心の独立した市となった。2005年に旧市街で大火があり、歴史的建造物 1棟が焼失し、5棟が損傷した。7年後、さらに2棟の保護文化財建造物が取り壊された。2013年には西の住宅地の一部がショッピングパークに造り替えられた。

### 市町村合併
1971年2月1日にホルテンゼン、フラーゼン、インメンゼン、オーダクゼンが合併した。1974年3月1日には、アンダースハウゼン、アーヴェンツハウゼン、バルツハウゼン、ブルンゼン、ビュンゼン、ダッセンゼン、デリヒゼン、ドリューバー、エーデミッセン、ハレンゼン、ホルタースハウゼン、イーバー、コーンゼン、クーヴェンタール、ネンゼン、ネーゲンボルン、レンガースハウゼン、ローテンキルヒェン、ザルツダーヘルデン、シュトロートハーゲン、シュトロイト、ジュールベック、ヴァールダイゼン、フォーゲルベック、フォルダクゼン、フォルクゼン、ヴェンツェンがこれに加わった。
1974年3月1日にもアールスハウゼン＝ジーヴァースハウゼン、ベンティーローデ、ボイルスハウゼン、ビラーベック、ブルーフホーフ、エルツハウゼン、ガルレプゼン、グレーネ、ハイエスハウゼン、イッペンゼン、オルクスハイム、オッパーハウゼン、オルクスハウゼン、リッティーローデが合併して自治体クライエンゼンが成立した。これらは現在アインベック市に含まれる。
2011年10月19日、本市の市議会は、2013年1月1日をもって隣接するクライエンゼンを合併することを決議した。2013年1月1日、クライエンゼンとアインベック市との合併に関する法律が発効した。これにより、アインベックは、自治体クライエンゼンの権利継承者となり、1974年の地域再編後大きく成長した。

### 地名
この集落は、1103年から1106年に Enbiche、1105年に Enbike、1134年に Eguuardo preposito de Enbeka、1139年に Einbeche、1146年から1154年に prepositus de Embeke と表記されている。この街を示す地名の基礎語である –beke は低地ドイツ語で「小川」を示す。規定語の En- はおそらく古いインドゲルマン語の「行く」を表す語根 ei-、oi-、i- の派生語であると考えられている。これらから派生した語は現在も多くの河川名に見られる。

## 行政

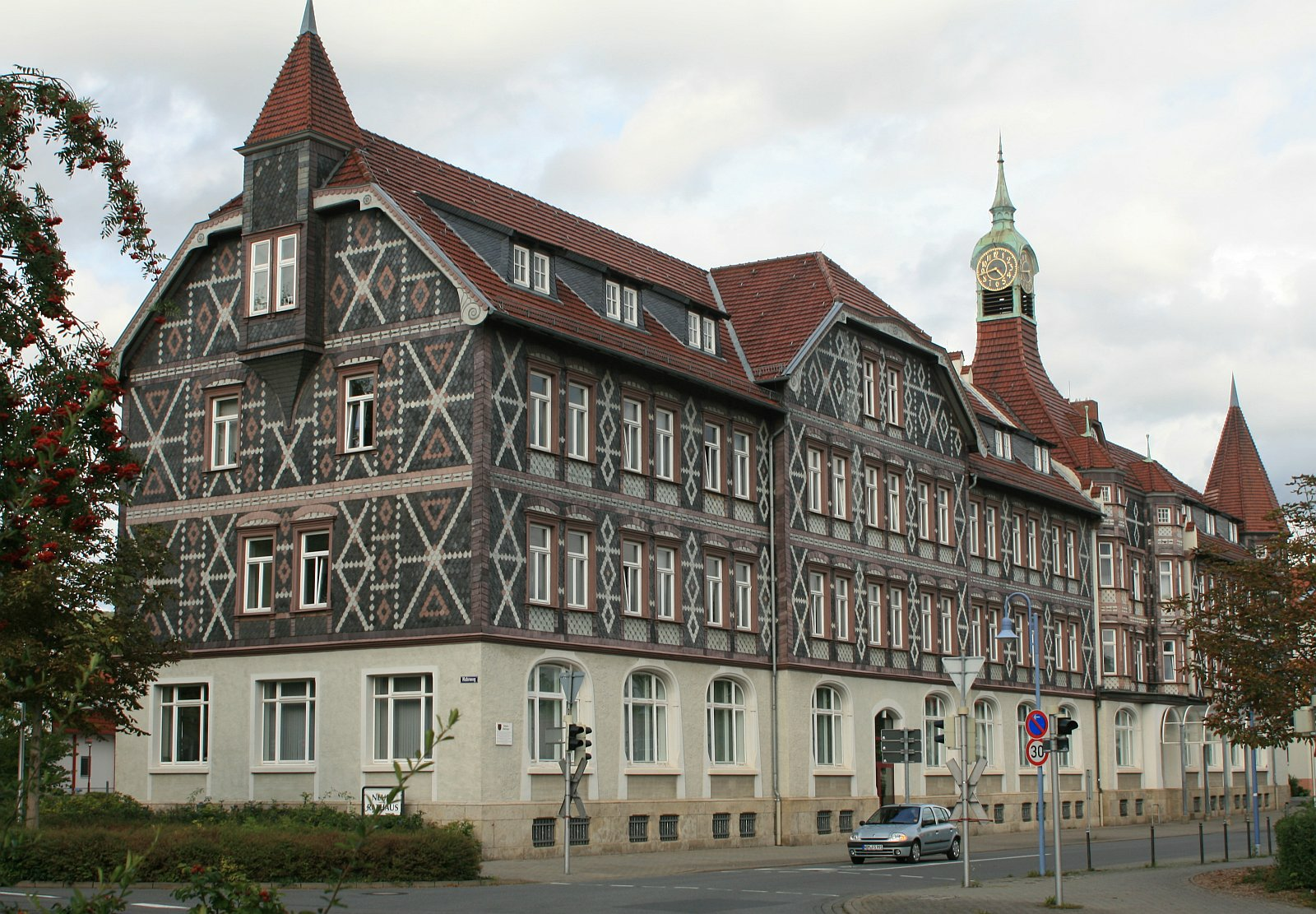
アインベックの新市庁舎

### 市議会
アインベック市とクライエンゼンとの合併を承けて、2013年1月20日に市議会、地区議会、市長の選挙が行われた。
アインベックの市議会は、2015年現在 44議席からなる。

### 市事務総長
- 1948年 – 1981年 ハインリヒ・カイム
- 1981年 – 1992年 ゲオルク・ラムペ
- 1992年 – 1997年 ベルント・レル

### 市長
- 1998年1月1日 – 2006年10月31日 マルティン・ヴェーナー (SPD)
- 2006年11月1日 – 2013年1月24日 ウルリヒ・ミンクナー (SPD)
- 2013年1月25日 – ザビーネ・ミヒャレーク (CDU)

### 姉妹都市
アインベック市は、以下の都市と姉妹都市協定を結んでいる。
- ティエ（フランス、ヴァル＝ド＝マルヌ県）1962年
- アルテルン/ウンシュトルト（ドイツ語版、英語版）（ドイツ、テューリンゲン州）1990年
- パチクフ（ドイツ語版、英語版）（ポーランド、オポーレ県）1992年
- キーン（アメリカ合衆国、ニューハンプシャー州）2002年

### 紋章
図柄: 「赤地に鋸壁のある塔を2本持つ銀色の城。塔の間の鋸壁に台座の上で左（向かって右）を向いた金の獅子。開いた三つ葉型アーチの中に銀の波帯」この街の最初の印章として1264年のものが知られている。最初の使用例は1289年のものが遺されている。このデザインから1938年に現在の市章が作成された。獅子はヴェルフェン家、波帯はクルンメ・ヴァッサーに由来し、塔と壁はアインベックの都市の性格を表現している。1558年の古い印章では獅子は右（向かって左）を向いていた。門の中に川を貫通させて描くことは17世紀から行われている。後には冠が書き加えられたこともあった。かつては、紋章の上に赤と金の垂れ布をつけ、市名のイニシャルであるEの字をつけた兜が被されていた。市の旗の配色は黄色と赤である。

## 経済と社会資本

### 交通

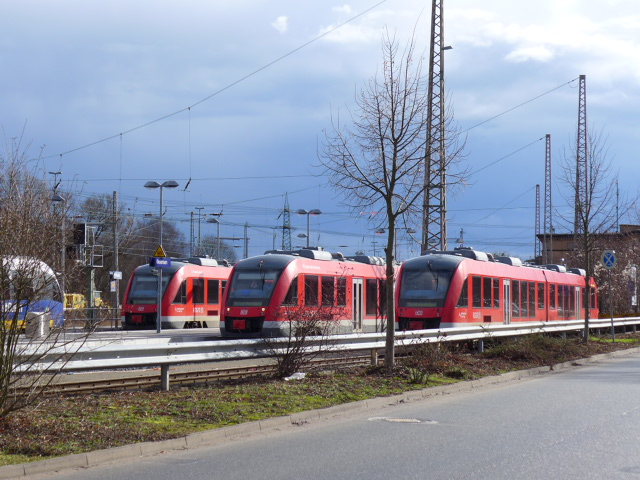
クライエンゼン駅

#### バスと鉄道
市の中心から約 5 km 離れたザルツダーヘルデンに、ハノーファー – ゲッティンゲン本線のアインベック＝ザルツダーヘルデン駅がある。内市街に近いアインベック＝ミッテ駅は、1984年以降定期的な列車運行に使われておらず、ときおり特別列車が停車し、貨物輸送に用いられるだけである。2002年までダッセルまでの区間の軌道が遺されていたが、その後順次ユリウスミューレまでが撤去された。同じ年にアインベック＝ザルツダーヘルデン – アインベック＝ミッテ間の路線はドイツ鉄道からイルメ鉄道GmbH に所有権の委譲がなされた。
市内にあるより重要な駅がクライエンゼン駅である。この駅でハノーファー – ゲッティンゲン線、ブラウンシュヴァイク – ゼーゼン – クライエンゼン線およびアルテンベーケン – クライエンゼン線が接続する。アルテンベーケン – クライエンゼン線のネンゼン駅は現在使われていない。
アインベックとアインベック＝ザルツダーヘルデン駅との間の交通は現在、バスによっている。本市と周辺町村との間、あるいはアインベック市内の各地区間交通もバスが担っている。重要な運行業者としては、イルメ鉄道GmbH とブラウンシュヴァイク地方バス GmbH (RBB) がある。アインベック地区のバス路線は南ニーダーザクセン交通連盟 (VSN) に加盟している。

#### 道路
アインベックは、連邦道 B3号線沿いに位置している。この道路は州都ハノーファーとアウトバーン A7号線とを結んでいる。A7号線の最寄りのインターチェンジとは 13 km 離れている。

### メディア
アインベックでは、アインベック、ダッセルおよび旧アインベック郡の町村向けの地方面を持つ「アインベッカー・モルゲンポスト」が刊行されている。また、水曜日と日曜日にアインベック周辺で刊行される無料広報誌「ディー・オイレ」の編集部がアインベックにある。

### 地元企業

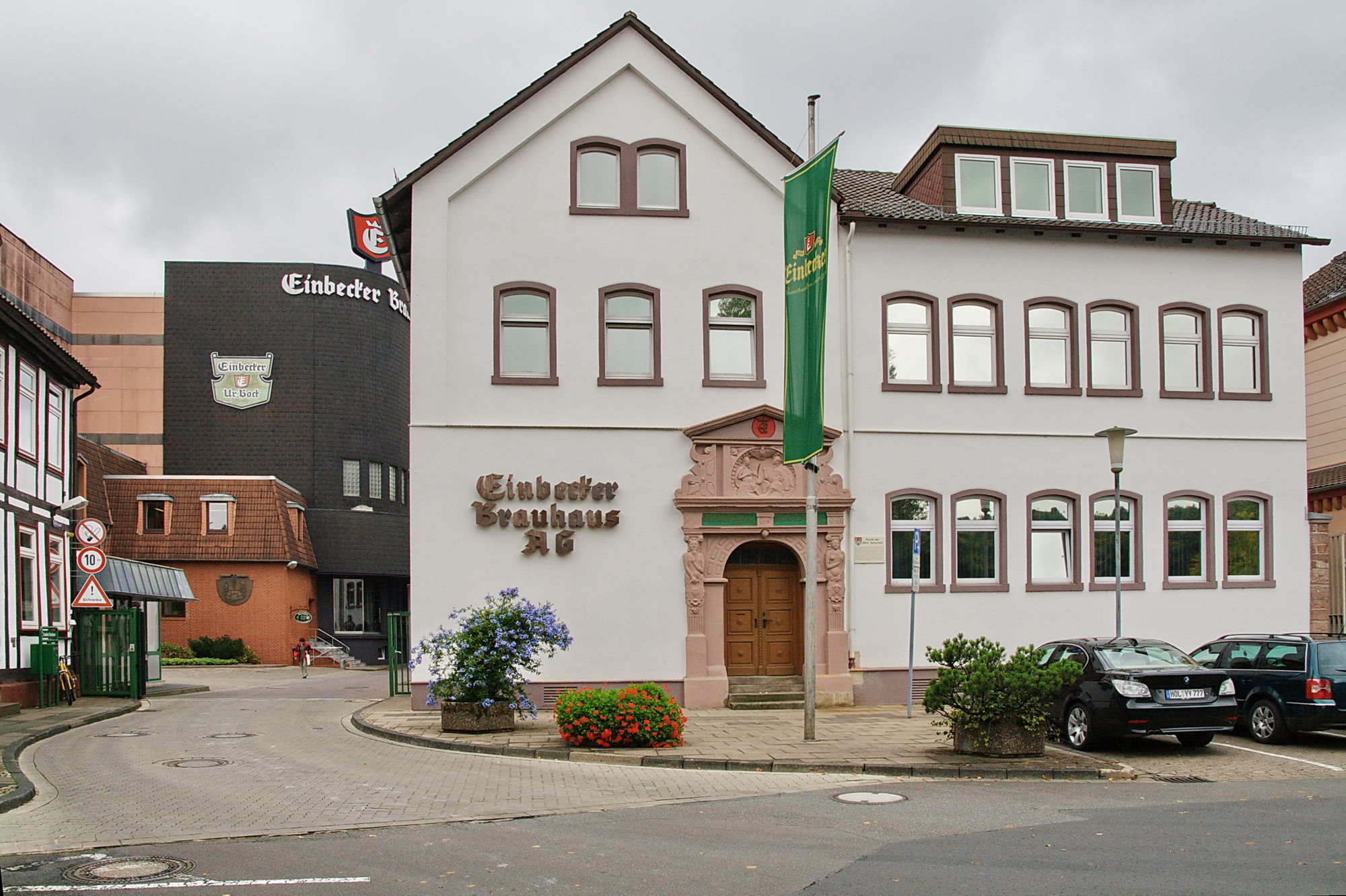
アインベッカー・ブラウハウスAG

アインベックは、同名のビールでも有名である。アインベッカー・ビールは すべてのボック (ビール)の原型である。アインベックのビール職人がミュンヘンに移り、「アインペキッシュ・ビール」を醸造した。その後「オアンポック」に発展し、最終的にボックが作られた。ボックは、その高いアルコール度数のためにハンザ同盟内で需要が高まり、輸出された。ビールの輸出は当時、重要な産業であり、たとえばハンブルクには特別な積み替え作業所としてアイムベックシェ・ハウスが設けられた。アインベックでの醸造は、1378年にはすでに行われていた。現在アインベッカー・ブラウハウスAG は地域をはるかに超えて600年以上にわたるアインベックのビール醸造を象徴する存在となっている。
1638年に創業した家族企業アインベッカー・ブラウドルック（染色業者）はヨーロッパで最も古い手工業者であり、青地に白模様の捺染という伝統的な方法で布地を生産している。

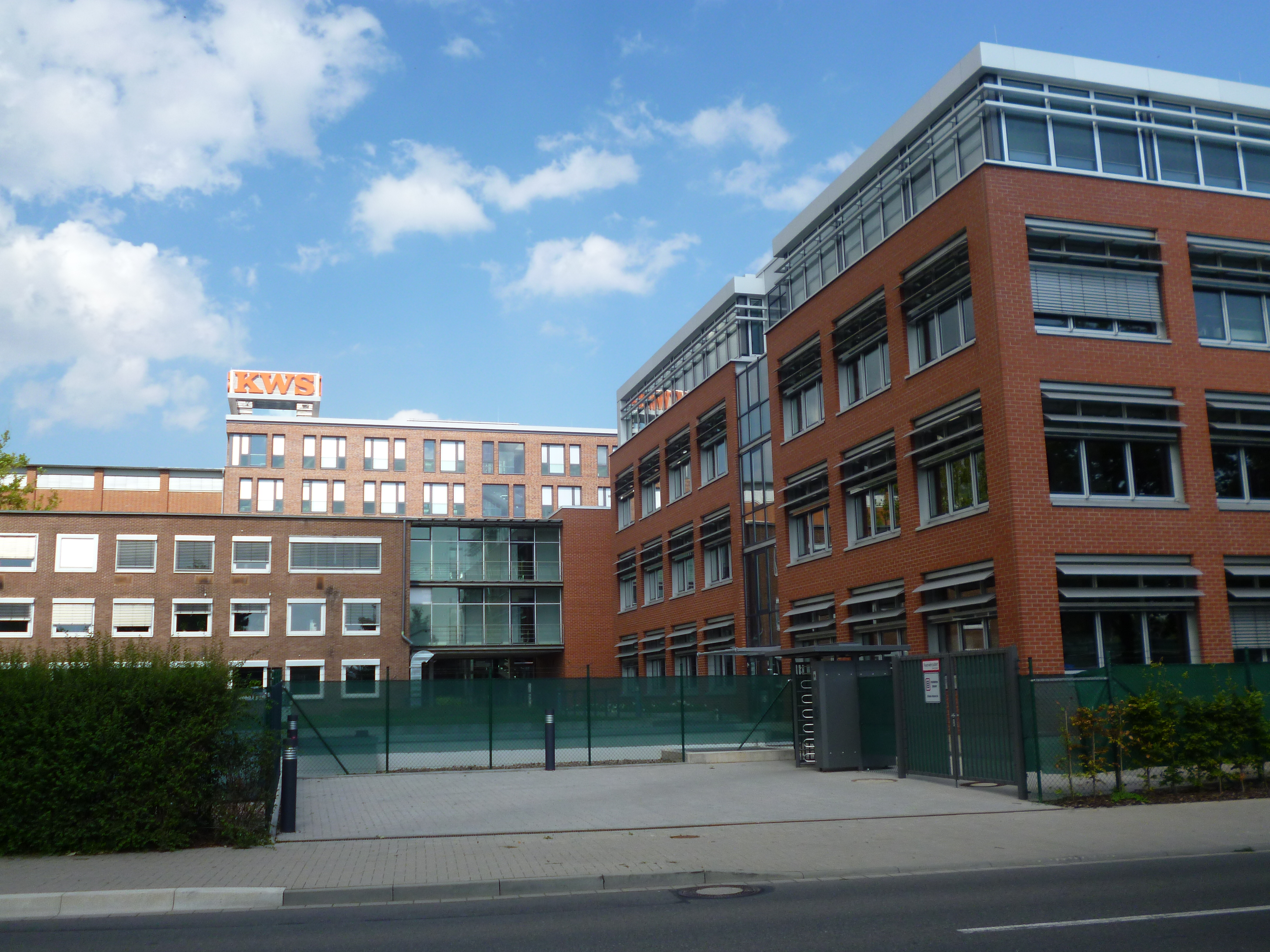
KWS SAAT AG

KWS SAAT AG（旧クラインヴァンツレーベナー・ザーツツフト）は、150年前から続く農業用植物の種苗業者で、現在は世界中に 40社以上の子会社を有する種苗業のリーディングカンパニーである。
国際的に活動しているクルト・ケーニヒは、アインベックに本社を置く75年の歴史を有する建築資材・建設機械の総合販売業者である。
また、アインベックには自動車産業の下請け会社が 2社ある。カイザー・オートモーティブ・システムスと DURAオートモーティブ・システムスである。さらにチェーン製造のアルノルト・ウント・シュトルツェンベルク（レーノルト・グループ）がある。

### 教育機関

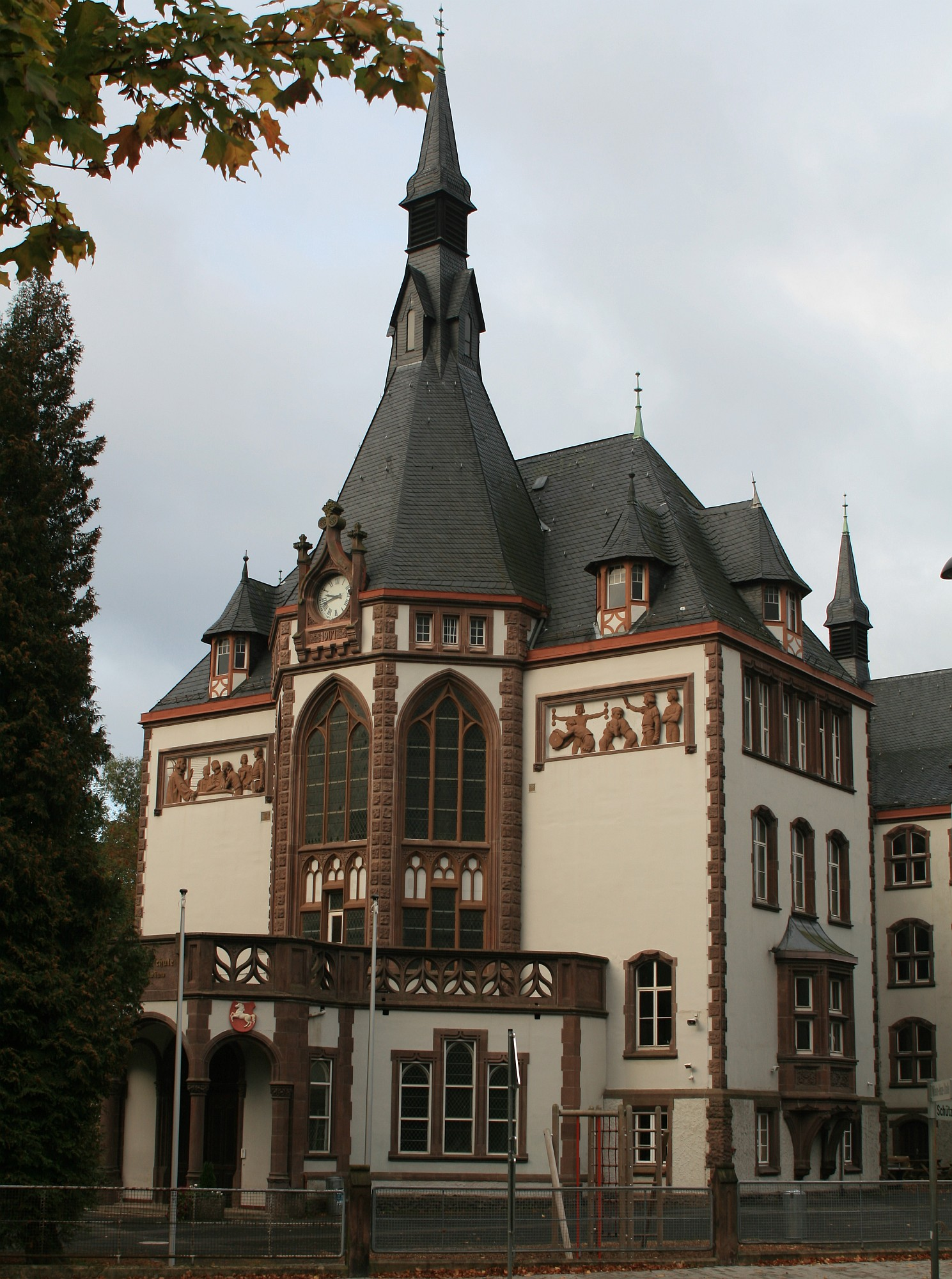
ギムナジウム・ゲーテシューレ

#### 基礎課程学校
| - ゲシュヴィスター＝ショル＝シューレ・アインベック、全日制学校 - ペスタロッツィシューレ・アインベック - アム・タイヒェンヴェーク基礎課程学校（タイヒェンヴェークシューレ） - ザルツダーヘルデン/フォーゲルベック基礎課程学校 - ライネタールシューレ・ドリューバー | - ダッセンゼン/ホルテンゼン基礎課程学校 - ヴェンツェン基礎課程学校 - クライエンゼン基礎課程学校 - グレーネ基礎課程学校 - ネンゼン基礎課程学校（2010年7月31日廃校） |

#### 上級の学校
- ゲシュヴィスター＝ショル＝シューレ（本課程学校）
- 統合型総合学校 (IGS)
- レンス実科学校
- ギムナジウム・ゲーテシューレ
- グレーネ本課程・実科学校

#### 職業専門学校
- アインベック職業訓練学校
- 看護学校
- 地方警察学校（1899年から、1920年州立狩猟学校と改名、1929年に廃校）[28]

## 文化と見所

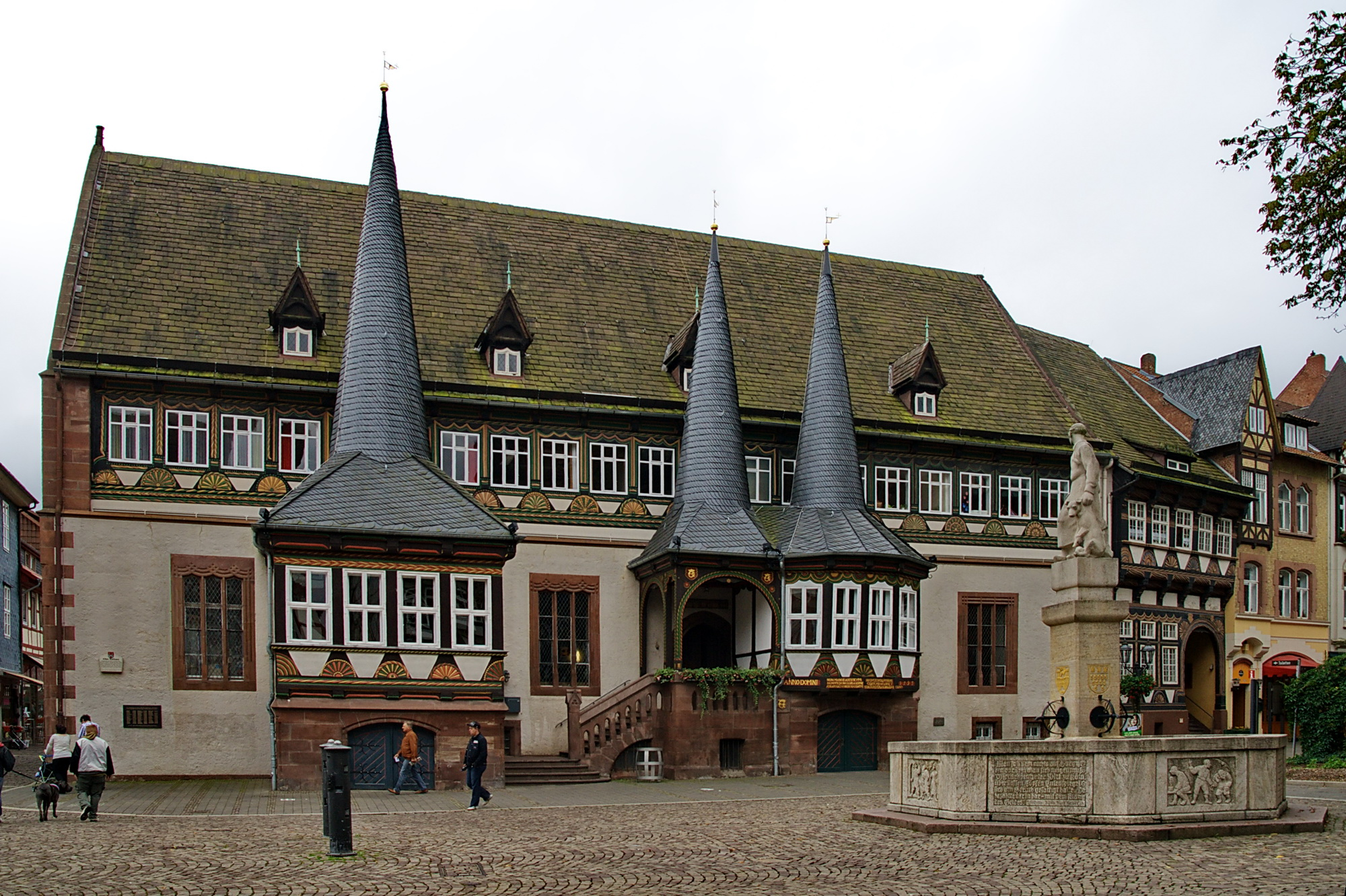
アインベックの象徴的建造物 旧市庁舎

アインベックの歴史的中核市区には、中世後期の木組み建築の街並みがほぼ完全に遺されている。1990年にアインベックを通るドイツ木組みの家街道が設立された。
1540年の壊滅的な大火の後、本市は当時の建築様式によって新たに再興された。建物の場所は、築後数百年を経た古い地下倉庫の上から動かなかった。最も見事な建築アンサンブルはティーデクサー通りの北側に見られる。ここでは特に、ビール製造業者の台車が出入りできるように造られた高い出入り口が保持されている。全ての建物の半分以上がビールの醸造権を有していた。

### 広場と木組み建築
- マルクト広場、市の原点であり、以下の建物がある。
  - 旧市庁舎。3本の尖塔を持つ16世紀の建造物で、アインベックの象徴的建造物である。
  - ブロートハウス。1552年に建造されたアインベックのパン焼き業者の職業組合本部である。この場所にあった先代の建物について、1333年に記録が遺されている。
  - ラーツアポテーケ（薬局）。1590年建造の木組み建築。
- アイケシェ・ハウス。彫像で豊かに装飾されたルネサンス様式の木組み建築の傑作で、「国家的、文化的に特に重要な建築文化財」に分類されている。
- ティーデクサー通り。16世紀中頃の保護文化財に指定されている木組み建築が密集している通り。
- 新市庁舎。1868年にプロイセン軍の兵舎として建設され、1907年からアウグスト・シュトゥーケンブロークの百貨店として利用され、1996年からはアインベック市の行政センターとなっている。
- 旧シナゴーグ・アインベックはアインベックのユダヤ人生活をとどめている。

- ティーデクサー通り
- ブロートハウス
- ラーツアポテーケ
- アイケシェ・ハウス
- 旧シナゴーグ

### 教会

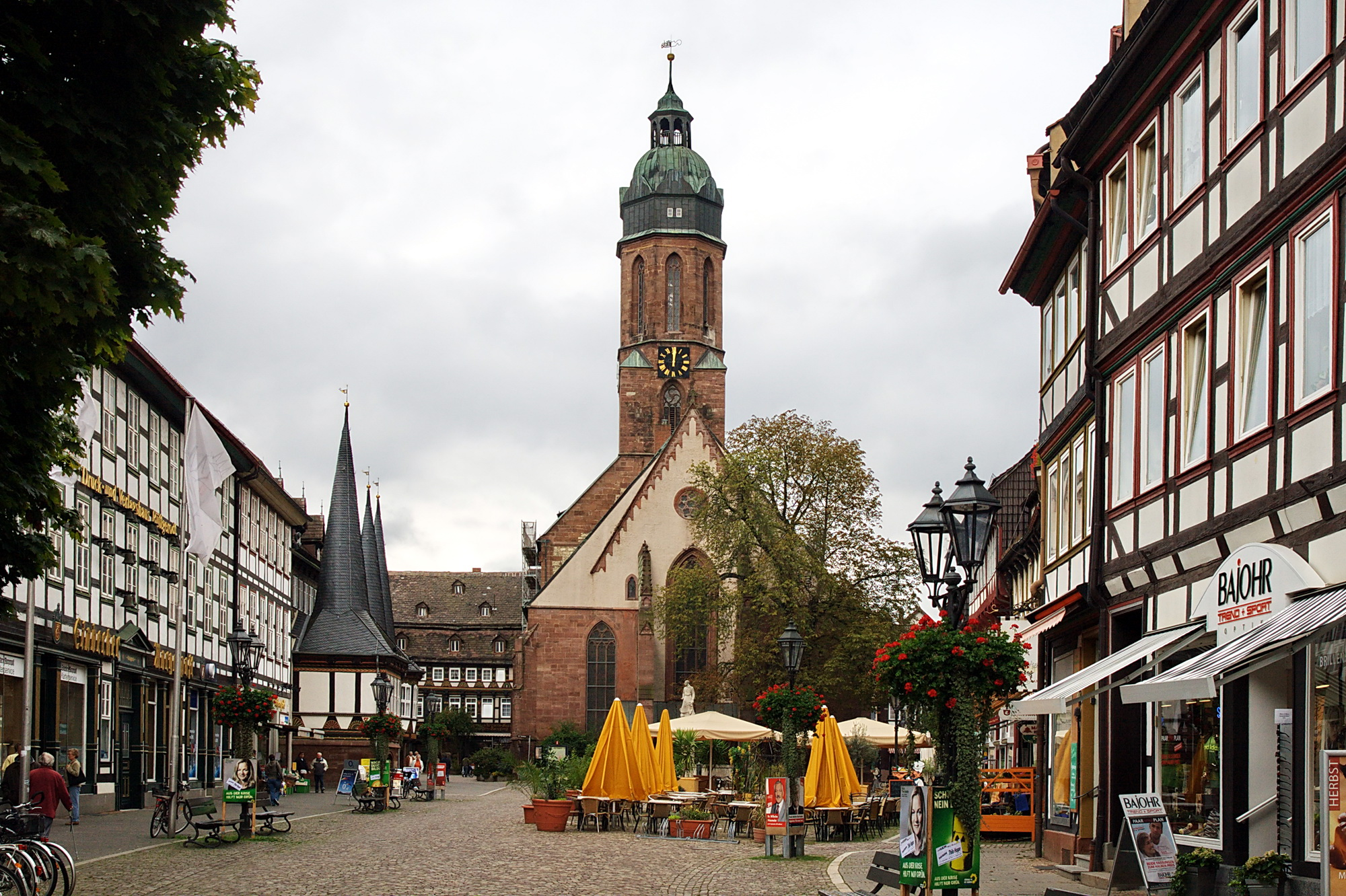
マルクト広場の聖ヤコービ教会

- マルクト教会聖ヤコービ教会（福音主義ルター派）は、高さ 65 m のスレート葺きの塔とロマネスク様式の洗礼盤をもつマルクト広場を特徴付ける建物で、本市の最も古い構成要素の一つである。
- ミュンスター教会聖アレクサンドリ教会（福音主義ルター派）。北ドイツ最大級のゴシック様式のホール教会の一つである。
- 聖マリエン教会。新市街教会とも呼ばれる福音主義ルター派ライネ＝ゾリング教会クライスの教会である。建物は1968年に献堂され、2013年には新型の照明装置がつけられた。先代の新市街教会聖マリエン教会は1840年から1846年にハノーファーの都市建築家アウグスト・ハインリヒ・アンドレアによって復元されたが[29]、1963年に取り壊された。
- カトリックの教区教会聖ヨーゼフ教会（1895年献堂）
- 聖シュピリトゥス礼拝堂。中世の建造物で、現在はギリシア正教の地域組織が利用している。
- 新使徒派教会。1986年建設。2014年に閉鎖された[30]。

- 聖ヤコービ教会の洗礼盤
- 聖アレクサンドリ教会
- 新市街聖マリエン教会
- 聖ヨーゼフ教会

### 演劇
- ヴィルヘルム＝ベンドウ劇場。クルトゥールリング・アインベックが運営している。

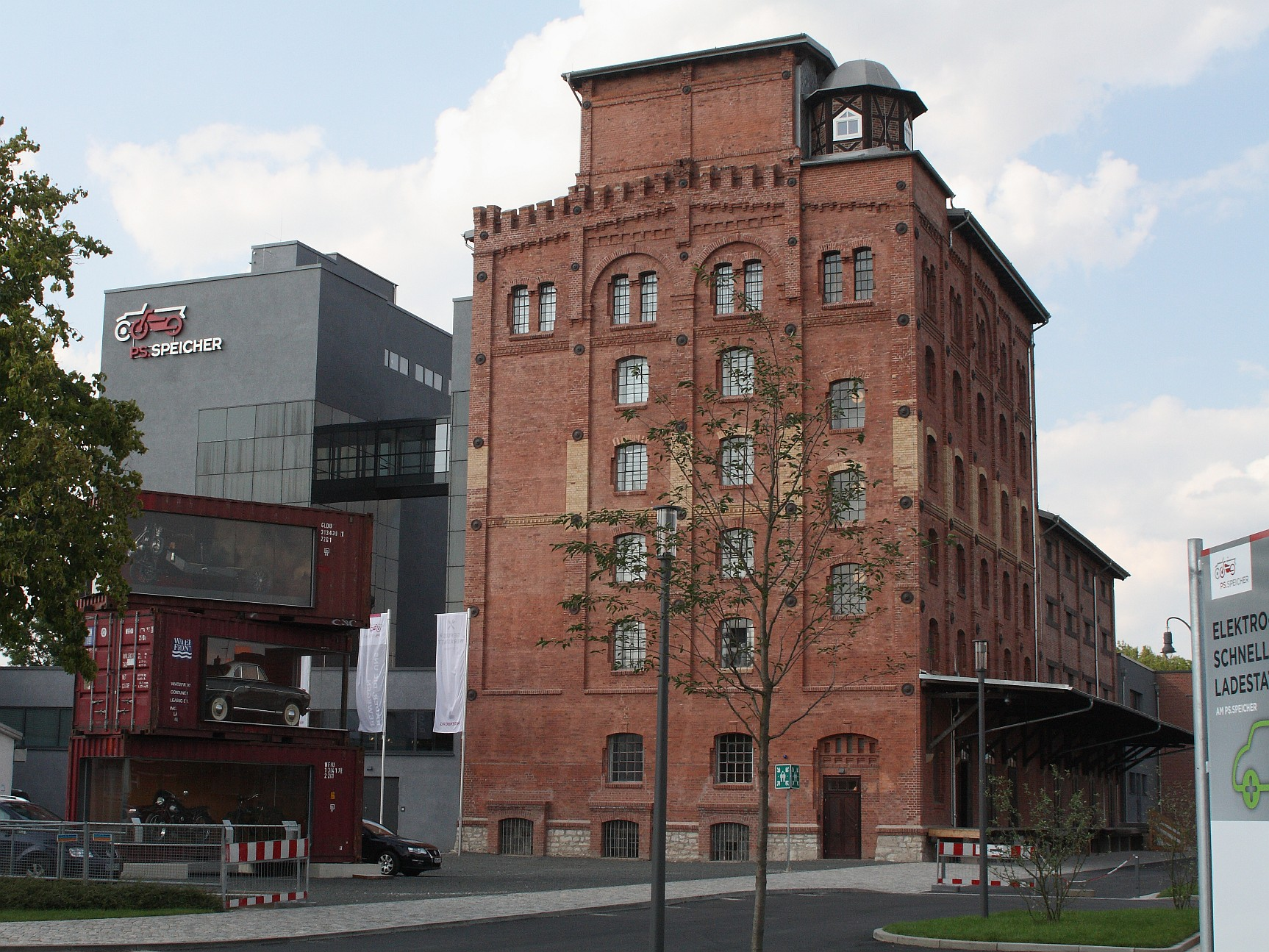
PS-シュパイヒャー

### 美術館・博物館
- PS-シュパイヒャー。アインベックの旧穀物庫の中に乗物の歴史が展示されている。この博物館は、2014年7月に開館した[31][32]。
- クンストハウス（美術館）[33]
- アインベック市立博物館。シュタインヴェーク11/13番地。新しく造られた見応えのある「ラートハウス」（自転車博物館）を含む[34]。

### 公園

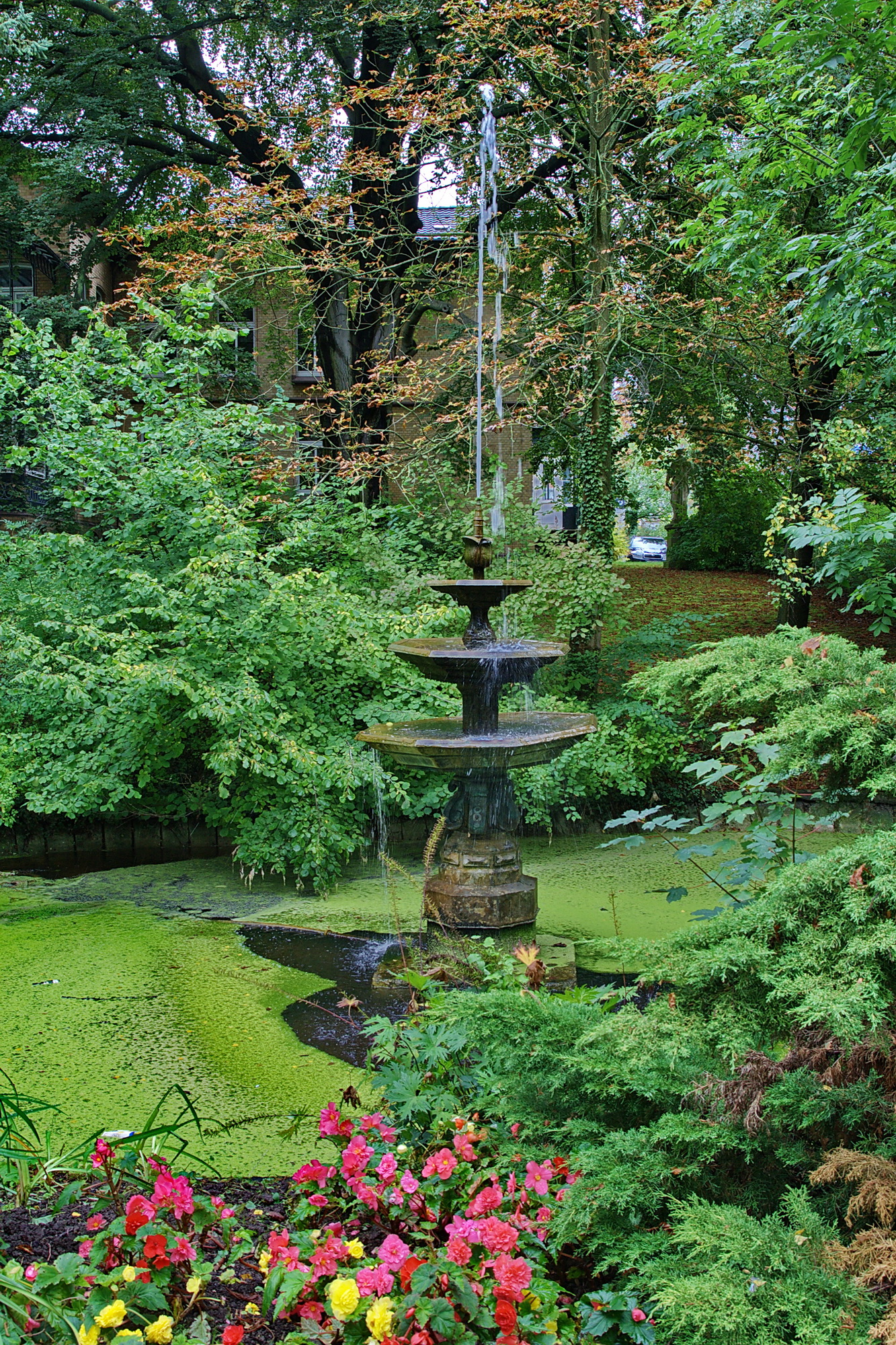
シュティフツ庭園の緑の泉

- シュティフト庭園は旧市街の北側にある。この公園はかつて、アレクサンドリ教会が使っていた庭園であった。公園内には、「ガルテン・デア・ゲネラティオーン」。シュティフト庭園の東部にはシュトゥーケンブローク邸があり、現在はメンデルスゾーン音楽学校となっている。
- シュトゥーケンブローク公園は、旧市街の北東、市立図書館とバスステーションとの間に位置している。
- 歴史的な土塁施設は旧市街の西側が最も良く保存されておりベッカー土塁の市壁、クレーエン堀、ミューレン土塁と池がある。

### 記念碑
- シュトゥーケンブローク記念碑は百貨店主のアウグスト・シュトゥーケンブロークを記念している。この記念碑は、かつてはシュトゥーケンブロークが所有していたシュティフト庭園の東部にあり、泉を挟んだ反対側には小さな池がある。
- マルクト広場の泉の記念碑。一時アインベックに住んだティル・オイレンシュピーゲルを記念している。
- コンラート・ヴィルヘルム・ハーゼによって制作された普仏戦争の戦没者記念碑
- 1998年9月の高い失業率改善に向けたアインベックの市民運動を契機に、旧市街のマルクト広場の近くにつまずきの石が設置された。地面に埋め込まれた石には失業率が半減するまで、これを動かさない旨が刻まれている。設置当時のアインベックの無職の人口は 2,341人であった。この石は、2007年10月に再び取り外された。
- ガスタンク、シュトロイトの風車、ザルツデアヘルデン製塩所、ジュールベック製塩所も技術記念碑に数えられる。

### 映画
1958年のハインツ・エルハルト主演によるモノクロ映画『Vater, Mutter und neun Kinder』（直訳すると『父と母と9人の子』）がアインベックで撮影された。特にマルクト広場やティーザクサー通りが主な撮影現場となり、当時のアインベック郡の自動車ナンバープレートが映っている。エルハルトはこの映画で、架空のアインベック市長でラーツアポテーケ内で旋盤工房を営むフリードリヒ・シラーという役を演じた。この他の主な出演者は、カミラ・シュピラ、モニカ・アーレンス、エリク・シューマン、ヴィリー・ミロヴィッチらであった。

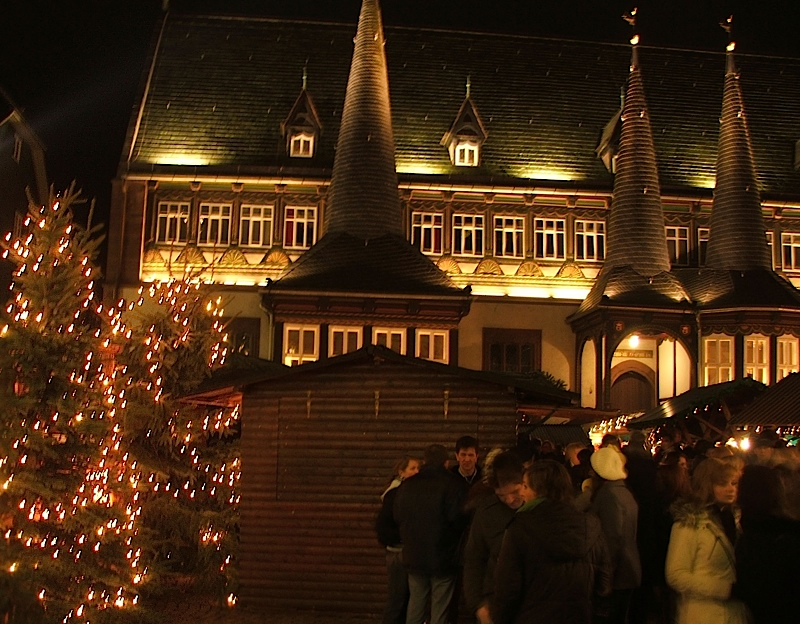
アインベックのクリスマスマーケット

### 年中行事
- 5月1日　アインベックのブルース・フェスティバル＆ボック・ビール開き
- 5月　アインベックのビール街レース
- 6月　アインベックのガウメンフロイデ（美食の歓び）
- 9月　樽転がし
- 9月　クナイペン・ミュージック・ナイト（酒場の音楽の夜）
- 10月　オイレンフェスト（フクロウ祭）
- 11月 - 12月　クリスマスマーケット
- 12月　フーベ地区の大晦日レース

## 人物

### 出身者
- ユーストゥス・ゲオルク・ショッテル（1612年 - 1676年）文法学者
- ヘンリー・メルヒオール・ミューレンベルク（1711年 - 1787年）神学者
- コンラート・ヴィルヘルム・ハーゼ（1818年 - 1902年）建築家、文化財保護活動家
- カール・ハインリヒ・ローゼンブッシュ（1836年 - 1914年）岩石学者
- ヴィルヘルム・ベンドウ（ドイツ語版、英語版）（1884年 - 1950年）俳優

### ゆかりの人物
- フリードリヒ・ゼルチュルナー（1783年 - 1841年）薬剤師、アヘンからモルヒネの単離に成功した。アインベックで薬剤師として活動した。
- ゲオルク・クノル（ドイツ語版、英語版）（1859年 - 1911年）技師、企業家。クノル＝ブレムゼの創始者。アインベックで学んだ。
- ギンタラス・ヤヌセーヴィチュス（ドイツ語版、英語版）（1985年 - ）ピアニスト。ピアノ・コンクール「アインベックの春」を主宰。

## エピソード
- 中世末期「愉快ないたずら」で有名なティル・オイレンシュピーゲルはその遍歴の途次アインベックでビール醸造の職人になっている（第47話）[35]。
- 「マルティン・ルター（宗教改革者）はヴォルムスの国会で元気づけにアインベックのビールを送ってもらった」（阿部謹也）[36]。